# Les Baux-de-Breteuil
 Les Baux-de-Breteuil  là một xã thuộc tỉnh Eure trong vùng Normandie miền bắc nước Pháp.